# Net24
Net24 – usługa Netii oparta na technologii ADSL/ADSL2 umożliwiająca szerokopasmowy stały dostęp do Internetu.
Odpowiednik Neostrady oferowanej przez TP.

## Warianty usługi
Od 14 kwietnia 2011 r. usługa Net24 została zastąpiona ofertą bez limitów szybkości rozumianą jako maksymalną możliwą szybkość oferowaną na danym łączy. Usługa świadczona na liniach telefonicznych (TP) (BSA, LLU), sieci własnej. Jest oferowana dla klientów własnych oraz (TP) korzystających z analogowych linii telefonicznych.
Aktualna oferta zawiera tylko jedną opcję:
- internet w wersji MAX (Internet świadczony drogą BSA do 20Mbit/s uzyskane do 30 dni, pozostałe opcje do 24Mbit/s uzyskiwane na starcie usługi (dla klientów spółek InterNetia szybkość Internetu ustalana jest na podstawie możliwości technicznych szkieletu, 100/20 Mbit i mniej]

Net24 charakteryzuje się brakiem limitu przesyłu danych. Adres IP jest co 72 godziny zmieniany przy odświeżaniu dzierżawy DHCP. Czas jest liczony od momentu zalogowania.
Usługa Net24 może być również świadczona na łączach bezprzewodowych działających w technologii WiMAX (do 1Mbit/s).
Dla klientów biznesowych Netia oferuje podobną usługę BiznesNet24.

## Usługi dodatkowe
Każdy użytkownik Net24 otrzymuje również:
- Stałą (24h), bezpłatną pomoc techniczną pod numerem 0 801 802 803 (koszt połączenia równy cenie jednej jednostki taryfikacyjnej) lub *88 (połączenie bezpłatne w sieci Netia)
- Bezpłatny dostęp do 5 kont e-mail

## Sprzęt

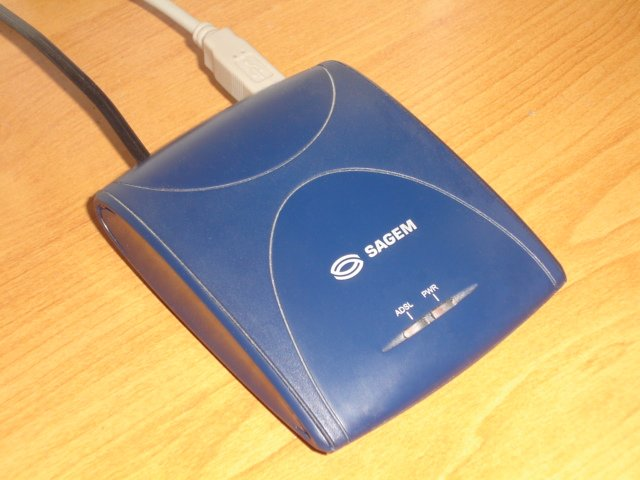
Modem SAGEM F@st 800

W odróżnieniu od Neostrady usługa Net24 może być instalowana na liniach ISDN.
Obecnie dla usługi Net24 oferowane są modemy USB:
- Thomson SpeedTouch 330
- SAGEM F@st 840 – dla linii ISDN (Annex B)
- SAGEM F@st 800

Z usługą Net24 mogą współpracować również modemo-routery ADSL obsługujące PPPoE lub PPPoA
W zależności od typu linii telefonicznej pracujące według:
- Annex A - dla linii analogowej POTS
- Annex B - dla linii cyfrowej ISDN (tylko Net24 na liniach telefonicznych Netii)

## Parametry konfiguracyjne usługi NET24
Na linii telefonicznej Netii:
- Mode: Routing (parametr dotyczy tylko niektórych modeli routerów)
- Encapsulation: PPPoE (RFC2516)
- Multiplex: LLC (Logical Link Control)
- Virtual Path ID (VPI): 8
- Virtual Circuit ID (VCI): 35
- DSL Modulation : G.dmt (ITU G.992.1) lub Multimode
- Maximum Transmission Unit (MTU): 1432 lub 1492

Na linii telefonicznej TP (Bitstream):
- Mode: Routing (parametr dotyczy tylko niektórych modeli routerów)
- Encapsulation: PPPoA (RFC2364)
- Multiplex: VC multiplexing (VCmux)
- Virtual Path ID (VPI): 0
- Virtual Circuit ID (VCI): 35
- DSL Modulation : G.dmt (ITU G.992.1) lub Multimode
- Maximum Transmission Unit (MTU): 1432 lub 1492

Aktywacja usługi:
W celu aktywowania usługi przy pierwszym połączeniu routera należy wprowadzić w konfiguracji parametry rejestracyjne:
- Nazwa użytkownika: internet
- Hasło: internet

lub
- Nazwa użytkownika: net24
- Hasło: net24

(obecnie funkcjonują obydwie wersje)
Po połączeniu z internetem należy przejść do strony aktywacyjnej.
Po odnalezieniu na stronie opcji "Aktywacja usługi dostępu do internetu", użytkownik wprowadza w zależności od typu usługi odpowiednie dane, na przykład w przypadku usługi bitstream jest to numer umowy i sześciocyfrowy kod aktywacyjny. Klient uzyskuje w ten sposób swoje ostateczne dane: nazwę użytkownika - inaczej login, oraz hasło.
Po aktywowaniu usługi na stronie Netii i otrzymaniu indywidualnej nazwy użytkownika i hasła, należy wprowadzić nowe dane do konfiguracji routera.
Adresy serwerów DNS:
Bieżące DNSy Netii (info z dn. 14.04.2011)
- podstawowy (primary): 62.233.233.233
- zapasowy (secondary): 87.204.204.204